# PPP1R8
El inhibidor nuclear de la fosfatasa 1 (PPP1R8) es una enzima codificada en humanos por el gen PPP1R8.
Este gen, por medio de splicing alternativo, codifica tres diferentes isoformas. Dos de ellas son inhibidores específicos de tipo 1 serina/treonina fosfatasa y pueden unir, pero no romper el [ARN]]. La tercera isoforma no posee la función inhibidora fosfatasa, pero es una endorribonucleasa de hebra sencilla semejante a la ARNasa E de Escherichia coli. Esta isoforma requiere magnesio para su función y rompe específicamente regiones del ARN ricas en A+U.

## Interacciones
La proteína PPP1R8 ha demostrado ser capaz de interaccionar con:
- PPP1CA[4][5]
- HDAC2[4]
- SF3B1[6]
- EED[4]